# Pristol
Pristol est une commune roumaine du județ de Mehedinți, dans la région historique de l'Olténie et dans la région de développement du Sud-Ouest.

## Géographie
La commune de Pristol est située au sud du județ, dans la plaine d'Olténie (Câmpia Oltenie), sur la rive gauche du Danube, au point de jonction des frontières roumaines avec la Serbie et la Bulgarie, à 62 km au sud de Drobeta Turnu-Severin, la préfecture du județ.
Elle est composée des deux villages suivants (population en 2002) :
- Cozia (677).
- Pristol (1 155), siège de la municipalité.

## Histoire
La commune a fait partie du royaume de Roumanie dès sa création en 1878.

## Religions
En 2002, 99,67 % de la population étaient de religion orthodoxe.

## Démographie
En 2002, les Roumains représentaient la totalité de la population. La commune comptait alors 860 logements.
| 1992  | 2002  | 2007  |
| ----- | ----- | ----- |
| 2 086 | 1 832 | 1 600 |

## Économie
L'économie de la commune repose sur l'agriculture (céréales, fourrages, cultures maraîchères).

## Lieux et monuments
- Église Saint Nicolas, (1892).